# Lispocephala longipes
Lispocephala longipes är en tvåvingeart som först beskrevs av Grimshaw 1901.  Lispocephala longipes ingår i släktet Lispocephala och familjen husflugor. Inga underarter finns listade i Catalogue of Life.